# Frederika van Asselt-Benkemper
Frederika Louiza van Asselt-Benkemper (Amsterdam, 16 november 1874 – Driebergen, 27 december 1984) was vanaf 22 juli 1983 de oudste inwoner van Nederland, na het overlijden van Petronella Ribbens-Verstallen (de toenmalige Nederlandse recordhoudster). Zij heeft deze titel 1 jaar en 158 dagen gedragen.
Op 8 december 1898 trouwde Frederika Benkemper met Gerrit van Asselt (1871-1937), en ze kregen samen twee kinderen. Ten tijde van haar overlijden woonde ze in verzorgingstehuis Nassau-Odijkhof in Driebergen.
Van Asselt-Benkemper overleed op de leeftijd van 110 jaar en 41 dagen. Haar opvolgster als oudste Nederlander was Margaretha Eijken, die uiteindelijk een dag langer zou leven dan Ribbens-Verstallen, de voorgangster van van Asselt-Benkemper.